# Titularbistum Taurianum
Das Bistum Taurianum (ital. diocesi di Tauriano, lat.: Dioecesis Taurianiensis) ist ein Titularbistum der römisch-katholischen Kirche.
Es geht zurück auf ein früheres Bistum der antiken Stadt Taurianum in der süditalienischen Landschaft Bruttium.
| Titularbischöfe von Taurianum |                          |                                              |                    |     |
| Nr.                           | Name                     | Amt                                          | von                | bis |
| 1                             | Alessandro Staccioli OMI | Apostolischer Vikar von Luang Prabang (Laos) | 26. September 1968 |     |